# Protector de hojas

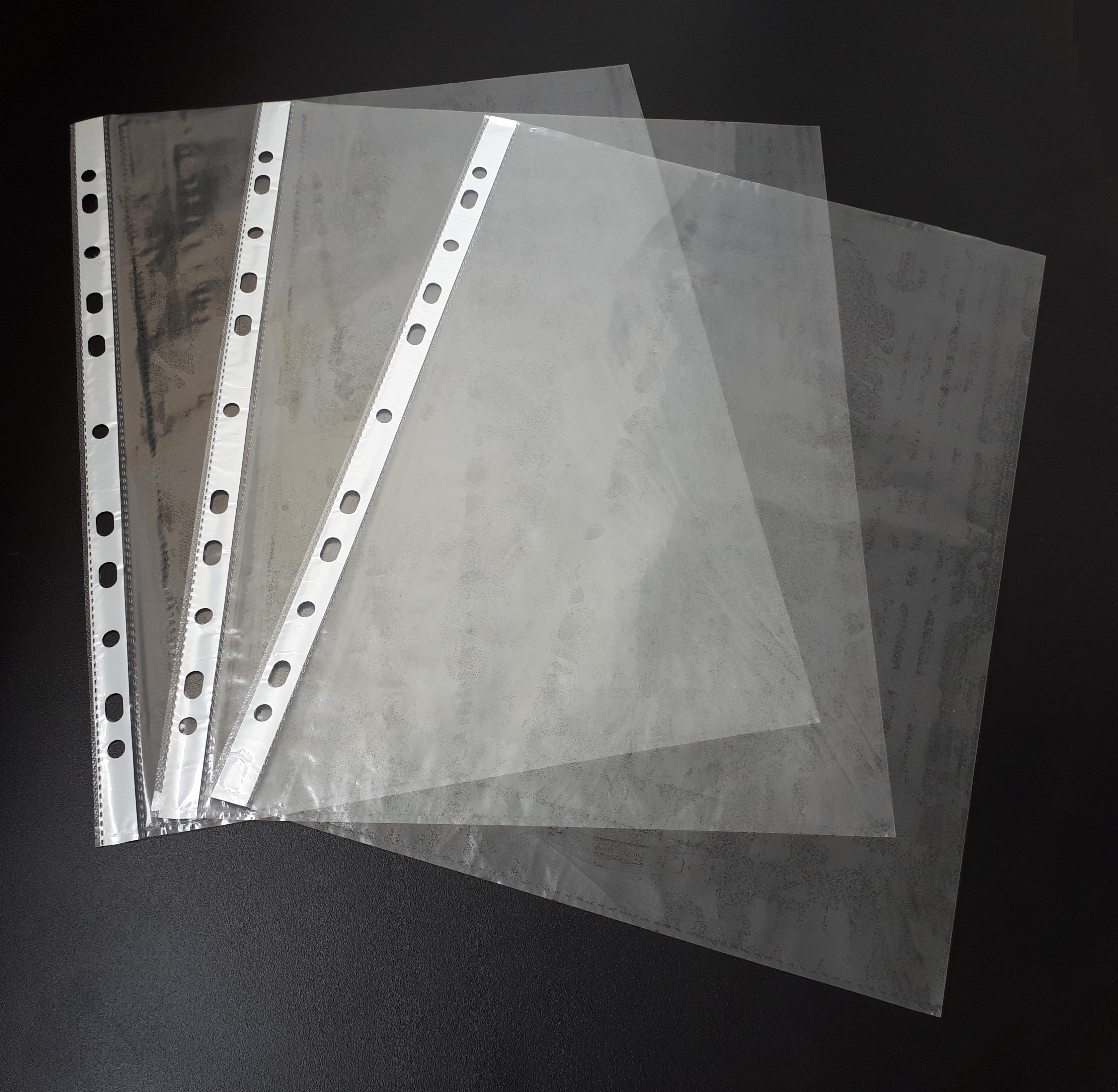
Tres protectores de hoja

Un protector de hoja, un folio o una funda protectora de documento es una funda plástica plana con un borde perforado usado para guardar documentos de papel.

## Características físicas
Los protectores de hojas son generalmente transparentes or semi-transparentes para permitir visualizar la hoja contenida sin tener que quitar el protector. Protegen los papeles de lágrimas, agua, comida, manchas y huellas, y previene parcialmente de arrugas. Tienen varios hoyos en el lado izquierdo que permiten insertarlo en los anillos de una carpeta sin necesidad de agujerear el papel.
Su material de construcción más común es el polipropileno, pero hay también de polietileno, celofán y otros plásticos. Estos incluyen plásticos reciclados y biodegradables (como se define en ASTM D5511) como también plásticos con aditivos antimicrobianos.

## Uso

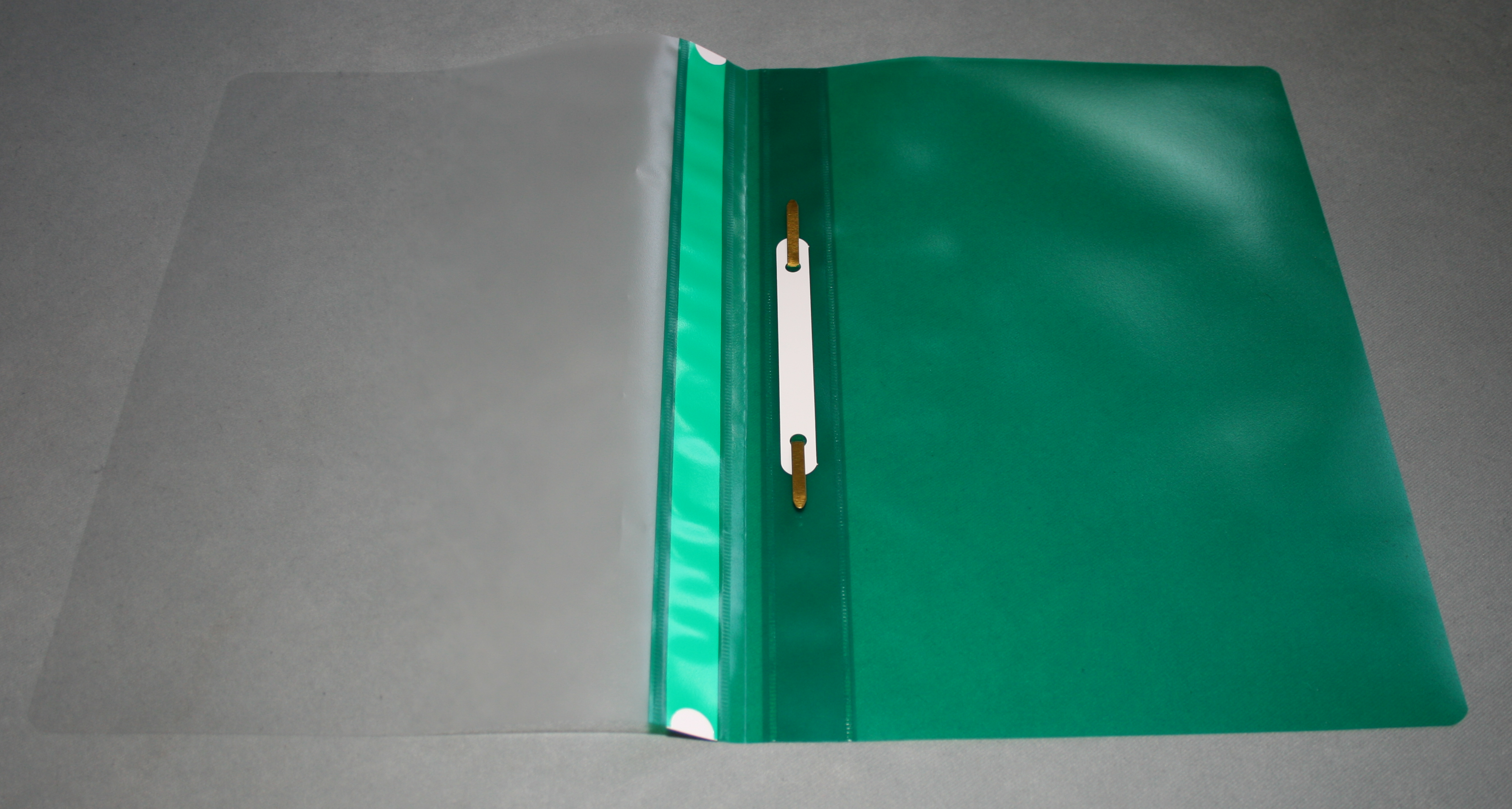
Una carpeta abierta que puede ser usada con protectores de hojas.

Un protector de hojas puede contener unas pocas hojas de papel. Suele haber solo una hoja por protector. A veces un protector contiene dos hojas, cada hoja impresa de una sola cara y de espalda a la otra (para poder ver ambas sin sacarlas del protector).
Protectores de hojas pueden ser vistos en bancos, oficinas de correos y policlínicas (mostrando alguna información que ayude a los visitantes). Facilitando así la lectura de cerca y evitando suciedad, deterioro o extracción accidental. Los menús de restaurantes frecuentemente usan protectores de hojas.
Archivistas y conservacionistas no usan protectores de hojas para preservar documentos porque estos pueden crear microclimas, reaccionar con tintas y pegarse al papel.